# Árpád (nome)
Árpád  è un nome proprio di persona ungherese maschile.

## Origine e diffusione

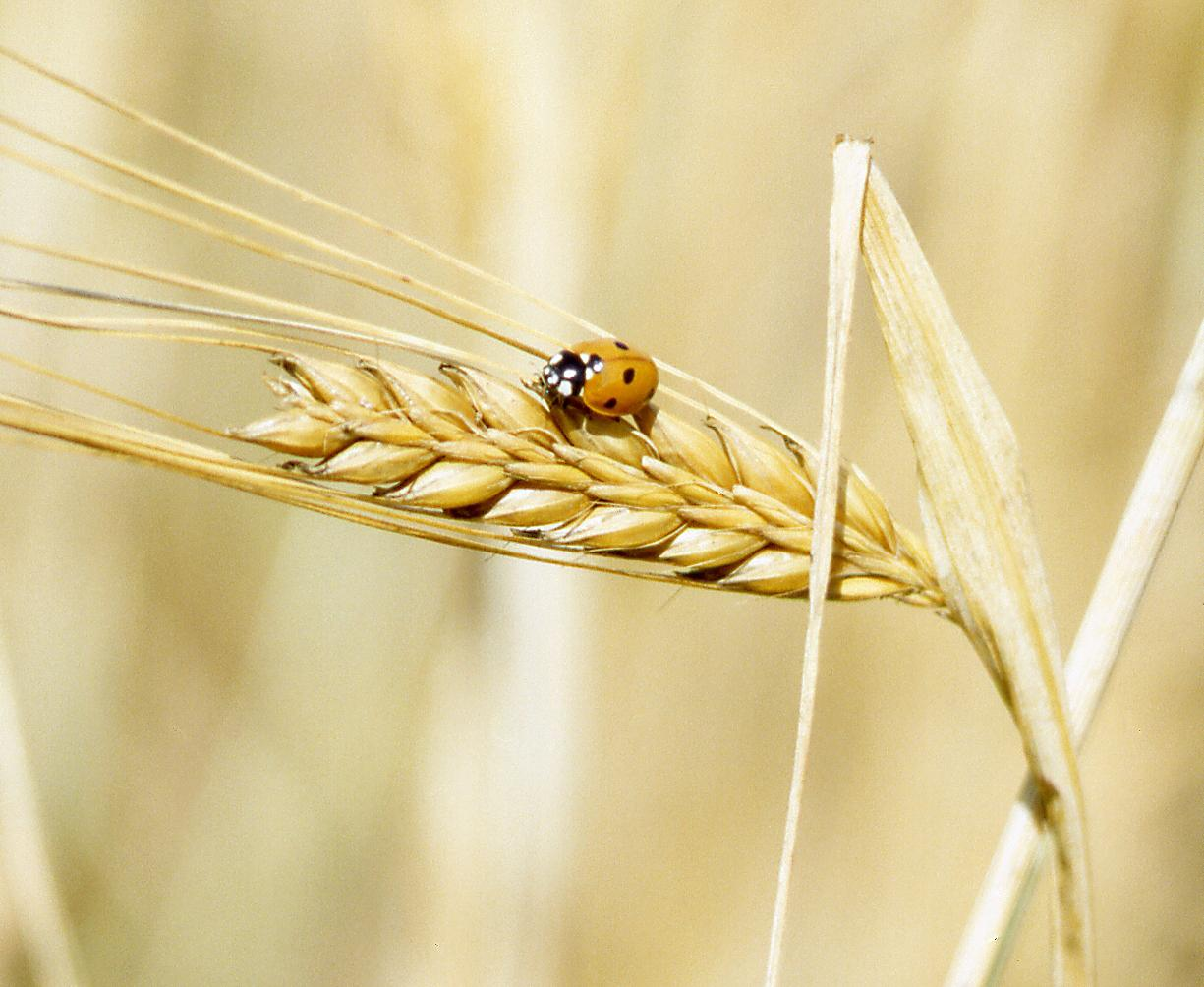
Una coccinella su una spiga d'orzo

È un diminutivo del termine ungherese árpa, che significa "orzo", e il significato può essere reso con "granello d'orzo" (sebbene alcune fonti lo indichino con "seme"); è quindi affine, dal punto di vista semantico, al nome irlandese Gráinne.
Árpád fu un principe del IX secolo che portò i magiari nell'odierna Ungheria, ed è considerato l'eroe nazionale ungherese.

## Onomastico
Il nome non è portato da alcun santo, quindi è adespota, e l'onomastico ricade il 1º novembre in occasione di Ognissanti.

## Persone

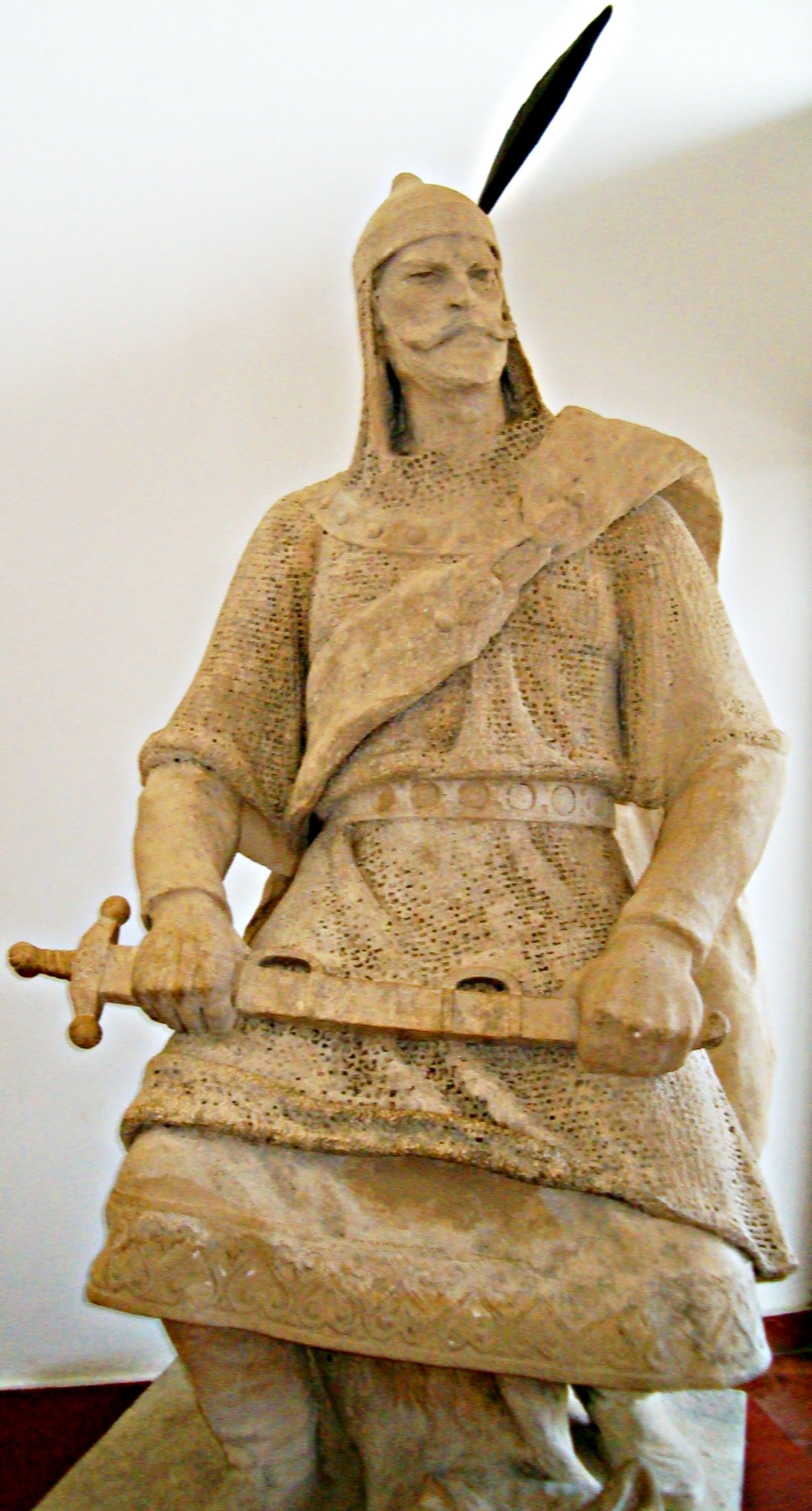
Árpád d'Ungheria

- Árpád Bárány, schermidore e pentatleta ungherese
- Árpád d'Ungheria, capo magiaro
- Árpád Fekete, allenatore di calcio e calciatore ungherese
- Árpád Glatz, cestista ungherese
- Árpád Göncz, politico ungherese
- Árpád Hajós, calciatore e allenatore di calcio ungherese
- Árpád Makay, direttore della fotografia ungherese
- Árpád Mihály, hockeista su ghiaccio rumeno naturalizzato ungherese
- Árpád Miklós, pornoattore ungherese
- Árpád Szakasits, politico ungherese
- Árpád Tagányi, calciatore ungherese
- Árpád Tóth, poeta e traduttore ungherese
- Árpád Weisz, calciatore e allenatore di calcio ungherese